# Ansaldo Signal
Ansaldo Signal N.V. era una società di diritto olandese con sede in Amsterdam, controllata al 100% da Ansaldo STS S.p.A.. Svolgeva il ruolo di holding di partecipazioni in imprese che operano nel settore della progettazione, produzione e manutenzione di sistemi e componenti di prodotti impiegati nel segnalamento ferroviario e metropolitano. È stata una delle aziende sviluppatrici del sistema ERTMS e SCMT.

## Storia
Viene costituita nel 1996 da Ansaldo Trasporti, assumendo le partecipazioni in Ansaldo Segnalamento Ferroviario, in Compagnie des Signaux et d'Enterprises Eletricques e in Union Switch&Signal. Nel 2001 passa sotto il controllo di Finmeccanica (divenuta nel 2016 Leonardo-Finmeccanica). Il 24 febbraio 2006 Ansaldo STS assume la partecipazione in Ansaldo Signal.
Il 10 settembre 2009 è stata incorporata in Ansaldo STS S.p.A. e le sue partecipazioni sono state direttamente assunte da Ansaldo STS S.p.A. (il cui azionista di riferimento è diventato, nel novembre 2015, Hitachi Rail Italy Investment).

## Principali Partecipazioni
- Ansaldo Segnalamento Ferroviario S.p.A. - 100%
- CSEE Transport - 100%
- Ansaldo Signal Ireland Ltd - 100%
- Ansaldo Signal Sweden AB - 100%
- Ansaldo Signal UK Ltd - 100%
- Union Swtich&Signal Inc - 100%